# کاترین، شاهدخت آستوریاس
کاترین آستوریاس (انگلیسی: Catherine, Princess of Asturias) شاهزاده آستوریاس بود که در تمام عمرش وارث سلطنت بود.